# Wilbert Suvrijn
Wilbert Suvrijn (Sittard, 26 ottobre 1962) è un ex calciatore olandese, di ruolo difensore.

## Caratteristiche tecniche
Giocava come laterale sinistro.

## Carriera
Militò nel Fortuna Sittard, nel Roda e nel Montpellier (in Francia).
Con l'Paesi Bassi giocò in tutto 9 partite debuttando il 29 aprile 1986 contro la Scozia (0-0) e partecipò al vittorioso campionato d'Europa 1988 dove collezionò due presenze, una contro l'Inghilterra ed una contro la Germania.

## Palmarès

### Competizioni nazionali

#### Club
- Coppa di Francia: 1

Montpellier: 1990
- Coppa di Lega francese: 1

Montpellier: 1992

#### Nazionale
- Campionato d'Europa: 1

1988